# Svjetski dan prava potrošača
Svjetski dan prava potrošača (eng. World Consumer Rights Day) prvi je put obilježen 15. ožujka 1983. godine i od tada se koristi kao važna prilika za pokretanje različitih kampanja. Tako je na 25. godišnjicu 2008. godine pokrenuta kampanja Junk Food Generation (Generacija nezdrave hrane). Svjetski dan prava potrošača jest i proslava solidarnosti unutar međunarodnog pokreta potrošača koji promiče osnovna prava svih potrošača, zahtijeva poštovanje i zaštitu tih prava i protestira protiv zloupotreba tržišta. Godine 2021. uz rijetke medijske objave u Borbi onečišćenju s plastikom.
Svjetski dan prava potrošača 2022. godine je tematski fokusiran na potrošače u svijetu digitalnih financija, a Ministarstvo gospodarstva i održivog razvoja Republike Hrvatske je organiziralo istoimenu hibridnu konferenciju.

## Vanjske poveznice
- Službene mrežne stranice (engl.)
- Posebna poruka o zaštiti interesa potrošača - Izjavu je pročitao John F. Kennedy, 15 ožujka 1962.